# 千葉県道・茨城県道44号成田小見川鹿島港線
千葉県道・茨城県道44号成田小見川鹿島港線（ちばけんどう・いばらきけんどう44ごう なりたおみがわかしまこうせん）は、千葉県成田市から茨城県神栖市を終点とする県道（主要地方道）である。

## 概要
千葉県成田市の成田空港エリアから茨城県神栖市の鹿島港エリアまでを高速道路以外の一般道路では最短ルートで結び、物流上でも重要な路線である。国道51号のバイパスに代わる機能も果たし、成田市の成田空港付近と利根川を渡る小見川大橋 - 神栖市内は、特に大型車両を含み交通量が多い。
建設にあたり、成田国際空港周辺整備のための国の財政上の特別措置に関する法律（成田財特法）による補助金のかさ上げの適用を受けている。

### 路線データ
- 起点：千葉県成田市（寺台交差点、国道51号交点）
- 終点：茨城県神栖市筒井1653-1番地（筒井北交差点、国道124号交点）[2]
- 総延長：41.687 km（千葉県区間：35.238 km[3][4]、茨城県区間：6.449 km[5]）
- 重用延長：0.117 km（千葉県区間：0.117 km、茨城県区間：0.0 km[5]）
- 未供用延長：なし（千葉県区間：*.* km、茨城県区間：0.0 km[5]）
- 実延長：41,570 km（千葉県区間：35.121 km[3][4]、茨城県区間：6.449 km[5]）
- 自動車交通不能区間延長[注釈 1]：なし（千葉県区間：*.* km、茨城県区間：0.0 km[5]）
- Googleマップ

## 歴史
- 1965年（昭和40年）8月26日
  - 茨城県が新たな県道として、成田小見川鹿島港線を路線認定[6]。
  - 道路区域を、鹿島郡神栖村大字息栖 千葉県界から、鹿島郡神栖村大字深芝 一般国道124号線交点までとし、供用開始[7]。
- 1970年（昭和45年）5月4日：鹿島郡神栖町大字深芝地内の590 m区間（現：国道124号旧道の一部）の道路改良改築、供用開始[8]。
- 1972年（昭和47年）3月1日：茨城県区間の路線認定の一部が改正され、整理番号44となる[9]。
- 1973年（昭和48年）8月1日：千葉・茨城県界の小見川大橋・息栖大橋が開通。利根川の渡船を廃止[10]。
- 1980年（昭和55年）12月25日：鹿島郡神栖町大字息栖（県道谷原息栖東庄線） - 同町大字筒井（国道124号・筒井北交差点）に道路改良新道（2.888 km）を新設する道路区域指定[2]。
- 1985年（昭和60年）3月7日：鹿島郡神栖町大字息栖 - 同町大字筒井の4車線道路（0.9 km）が開通[11]。
- 1989年（平成元年）
  - 3月30日：神栖町大字筒井地内（水郷有料道路 - 国道124号）の4車線道路が開通[12]。
  - 10月16日：神栖町大字筒井地内（旧道交点 - 水郷有料道路）の4車線道路が開通[13]。
- 1992年（平成4年）3月25日：神栖町大字息栖地内の4車線道路が開通[14]。
- 1993年（平成5年）5月11日：建設省から、県道成田小見川鹿島港線が成田小見川鹿島港線として主要地方道に指定される[15]。
- 2001年（平成13年）3月1日：茨城県鹿島郡神栖町大字息栖 - 同郡同町大字深芝の区間が、通行する車両の最大重量限度25トンの道路に指定される[16]。
- 2015年（平成27年）
  - 3月11日：千葉県香取市油田地先 - 同市虫幡地先の竜谷（りゅうざく）バイパス（約1.4 km）が開通[17]。
  - 4月27日：神栖市大野原4丁目の旧道終点・筒井東交差点付近の旧道（298 m）が指定解除され、神栖市道へ降格[18]。

## 路線状況
千葉県区間においては道路改良工事が進められており、カーブやアップダウンが多い香取市栗源地区ではバイパス道の建設が進行中である。交通の流れは良好で物流関係の大型車が比較的多く通行するが、大型車とすれ違うだけの車道幅員が十分とはいえない箇所も一部存在する。特にカーブのある個所では、すれ違いに十分注意しなければならない。神栖市内は4車線化されている。成田空港第B滑走路下の天神峰トンネルは上下車線が別々のトンネルになっている。
道路法の規定に基づき、茨城県内の神栖市息栖（千葉県界・息栖大橋） - 同市筒井（筒井北交差点）間は、緊急輸送道路として機能を維持するため、災害発生時の被害拡大防止を目的に道路用地内に電柱を建てることが制限されている。

### 重複区間
- 千葉県道62号成田松尾線（成田市寺台・国道51号寺台交差点　- 成田市小菅交差点）
- 千葉県道79号横芝下総線（成田市十余三・十余三交差点 - 成田市多良貝・多良貝交差点）
- 千葉県道55号佐原山田線（香取市虫幡）
- 茨城県道260号谷原息栖東庄線（神栖市息栖）

### 道路施設
道の駅
- 道の駅くりもと（香取市沢）

橋梁・トンネル

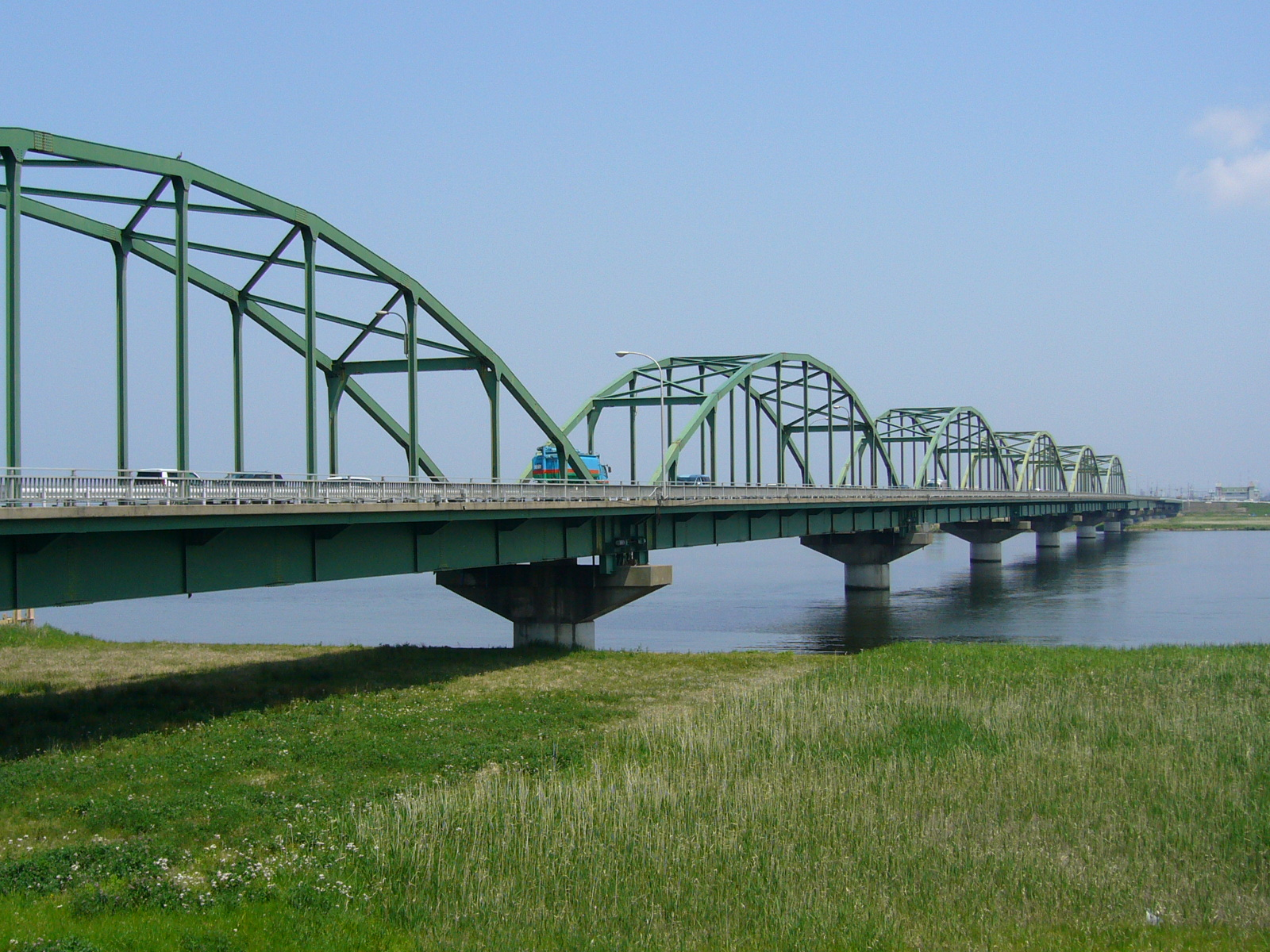
小見川大橋

- 天神峰トンネル（成田国際空港、千葉県成田市）
- 小見川大橋（利根川・昭和48年6月竣工、千葉県香取市） - 千葉県知事が管理[20]
- 息栖大橋（常陸利根川、千葉県香取市 - 茨城県神栖市県境） - 茨城県知事が管理[20]。

歩道橋
- 息栖歩道橋（神栖市息栖・大野原3丁目） - 近くに大野原西小学校、神栖第四中学校がある。
- ステップザ神栖（神栖市筒井） - 茨城県道50号水戸神栖線との交差点にある歩道橋。
- メロディー橋（神栖市筒井：筒井北交差点） - 国道124号と共有する歩道橋。近くに息栖小学校・神栖第二中学校がある。

### バイパス
沢バイパス（さわバイパス）
- 香取郡多古町十余三から香取市沢までの区間で、2018年1月22日に開通。

竜谷バイパス（りゅうざくバイパス）
- 千葉県香取市油田（あぶらた）の千葉県道44号成田小見川鹿島港線分岐から、同市虫幡（むしはた）の千葉県道55号佐原山田線交点までの1.4 km区間のバイパス道路。急カーブの連続と道幅が狭い箇所が有った旧道区間の線形改善のために改築事業が行われたもので、2015年3月11日の15時に開通した[21]。

## 地理

### 通過する自治体
- 千葉県
  - 成田市
  - 香取郡多古町
  - 香取市
- 茨城県
  - 神栖市

### 交差する道路
- 千葉県
  - 国道51号（成田市・寺台交差点、起点）

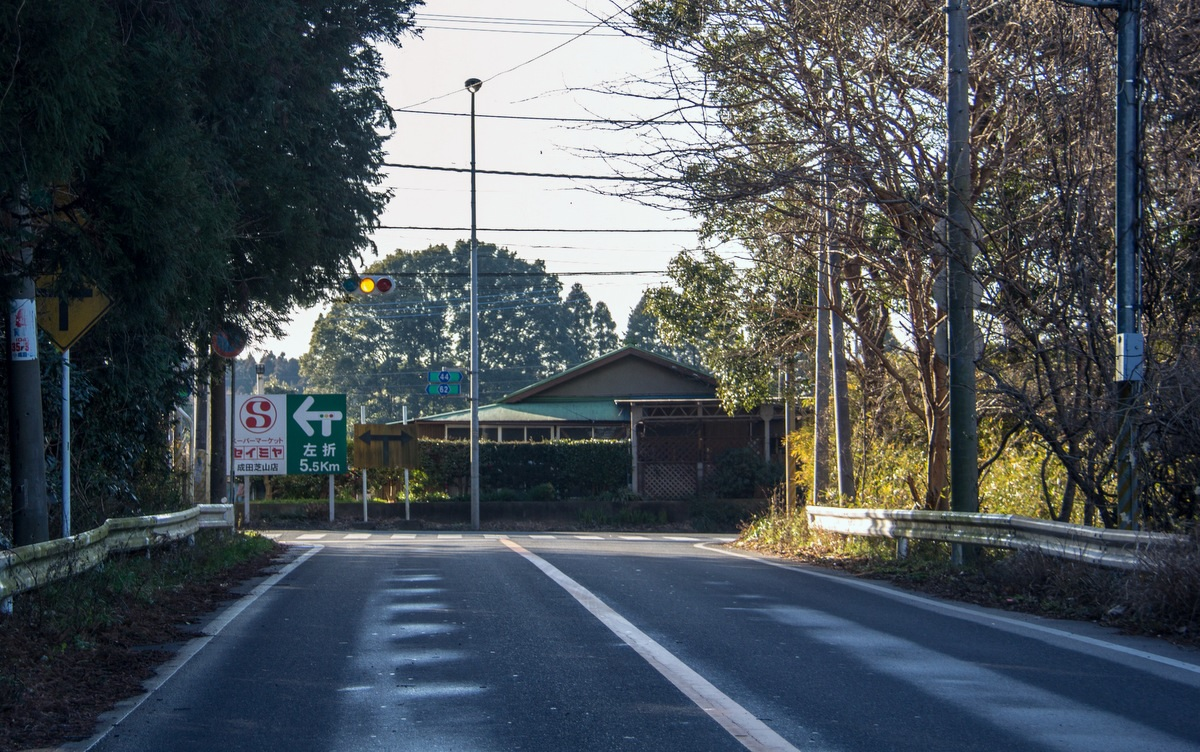
成田市小菅交差点

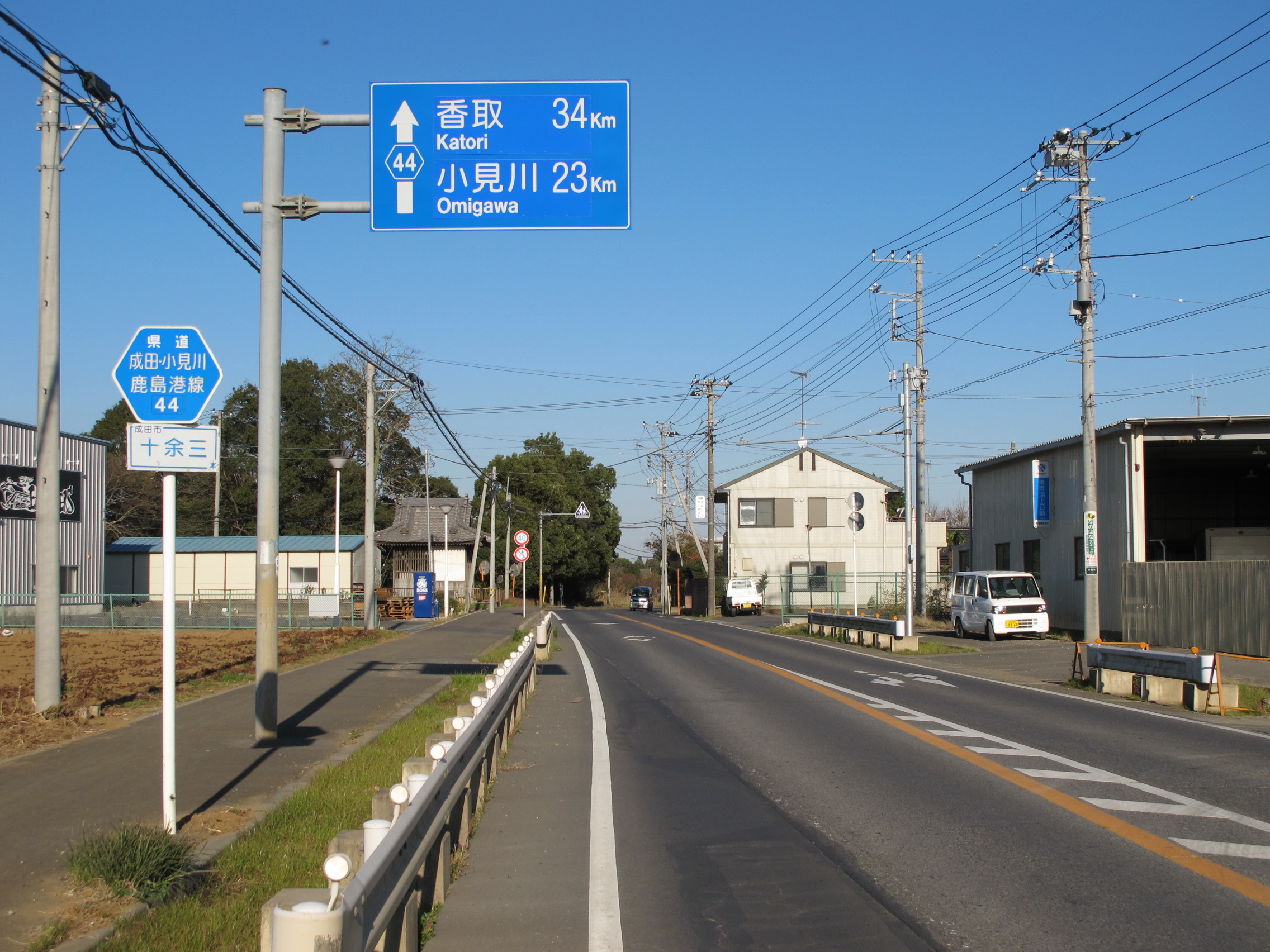
千葉県道44号成田小見川鹿島港線
千葉県成田市十余三（2013年11月）

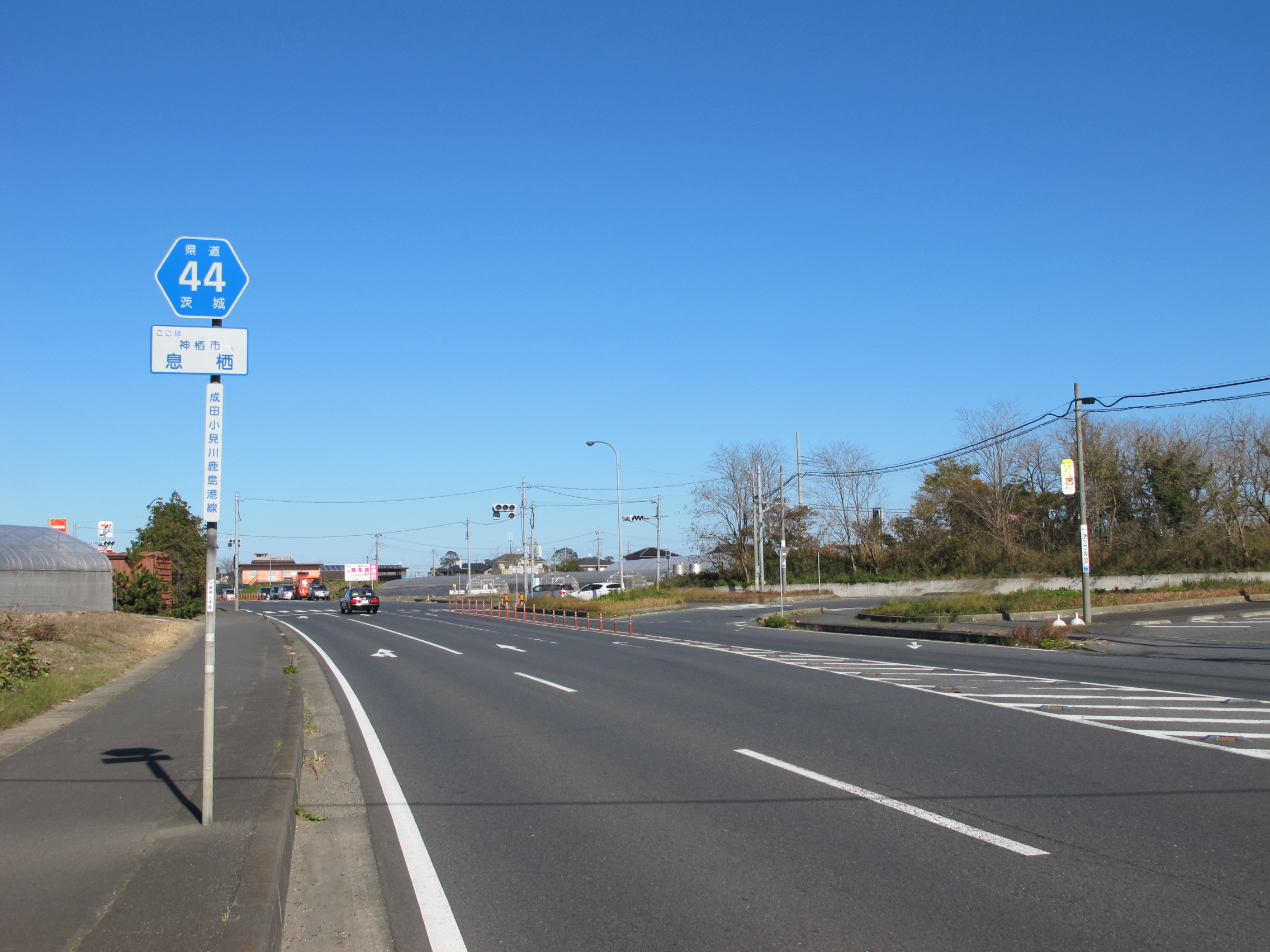
茨城県道44号成田小見川鹿島港線
茨城県神栖市息栖（2013年11月）

  - 千葉県道62号成田松尾線（成田市・小菅交差点）
  - 国道295号（成田市取香）
  - 首都圏中央連絡自動車道（事業中）（成田市川上・圏央成田IC（事業中）（2026年度までに供用開始予定））
  - 千葉県道79号横芝下総線（成田市十余三・十余三交差点）
  - 千葉県道79号横芝下総線（成田市多良貝・多良貝交差点）
  - 千葉県道113号佐原多古線（多古町赤池）
  - 千葉県道16号佐原八日市場線（香取市岩部・岩部交差点）
  - 千葉県道70号大栄栗源干潟線（香取市）
  - 千葉県道56号佐原椿海線（香取市）
  - 千葉県道55号佐原山田線（香取市）
  - 国道356号（香取市八日市場・小見川大橋入口）
  - 国道356号（香取市小見川）
- 茨城県
  - 茨城県道260号谷原息栖東庄線（神栖市）
  - 茨城県道50号水戸神栖線（神栖市筒井）
  - 茨城県道350号平泉潮来線（神栖市筒井）
  - 国道124号（神栖市筒井・筒井北交差点、終点）

### 沿線にある施設など
- 成田空港（成田市）
- 成田市さくらの山
- 城山公園（香取市小見川）